# 하스 F1

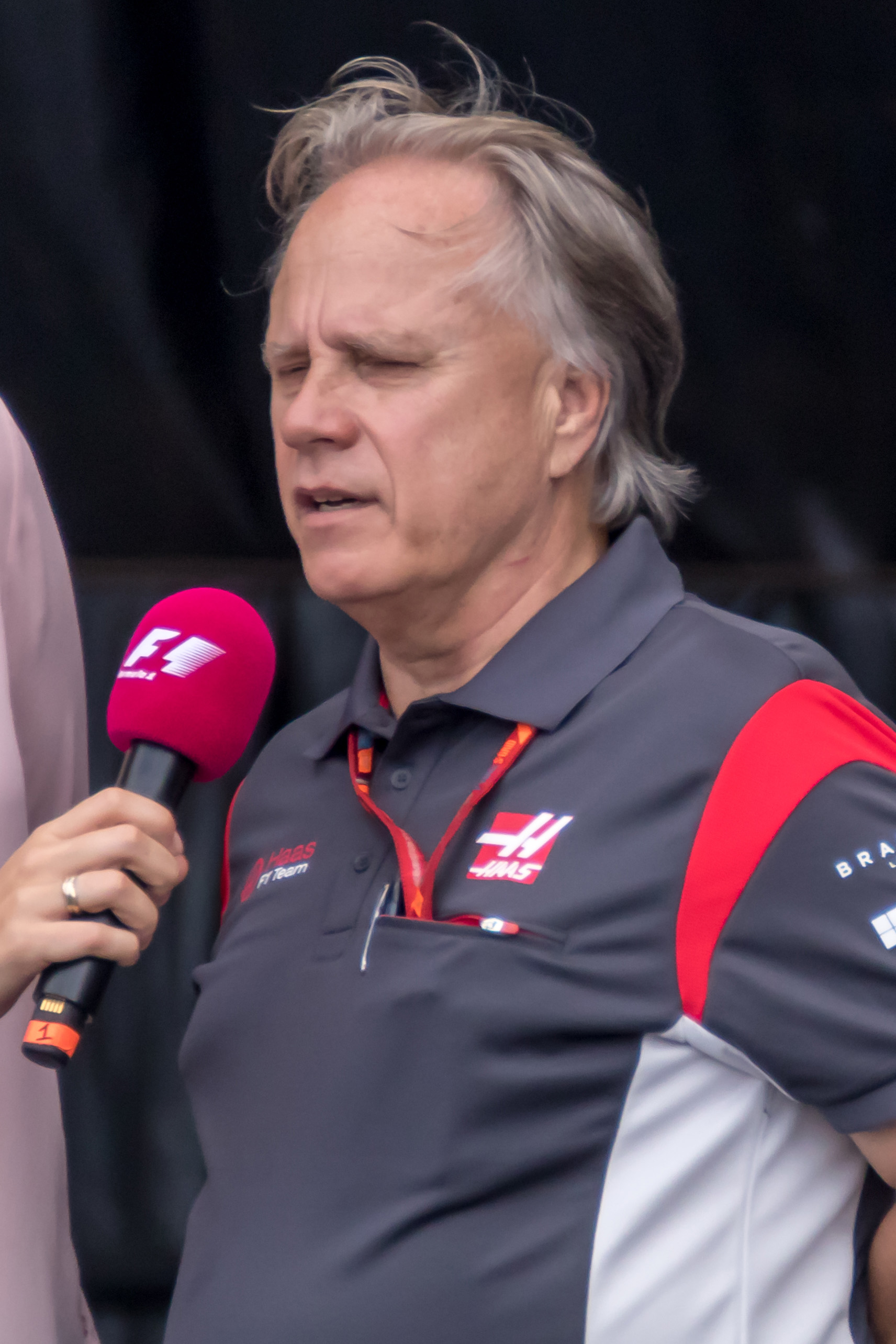
팀 소유주인 진 하스

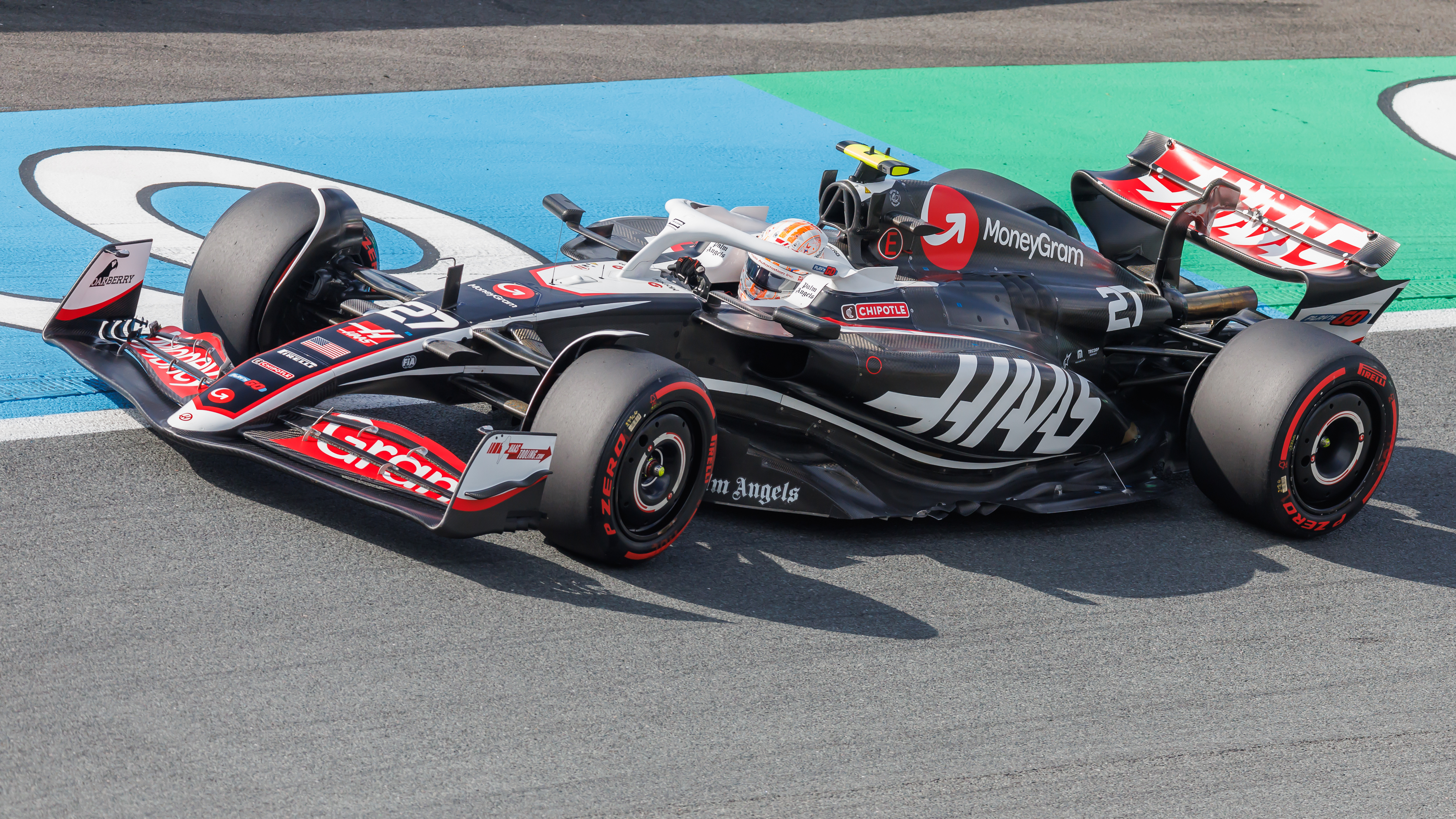
2024 시즌 네덜란드 그랑프리에서 니코 휠켄베르크가 타고 있는 VF-24의 모습

하스 F1 팀(영어: Haas F1 Team)은 하스 포뮬러 LLC가 운영하는 미국의 포뮬러 원 팀이다. 현재 2025년 포뮬러 원 시즌에 페라리의 엔진을 사용한 머신으로 참가하고 있다.
NASCAR 컵 시리즈에 참가중인 팀의 공동 소유주였던 진 하스가 2014년 4월에 2015년 포뮬러 원 시즌 참가를 목표로 F1 팀을 꾸렸지만 2016년 시즌으로 미뤄졌다.
하스의 본부는 미국 노스캐롤라이나주의 샬럿에서 약 50km 떨어진 칸나폴리스에 위치해 있다. 이곳에는 나스카에 참가하고 있는 하스의 자매팀인 스튜어트-하스 레이싱도 있긴 하지만 두 팀은 별개의 팀이다. 하스는 또한 유럽 그랑프리 일정을 원활히 소화하기 위해 영국 옥스퍼드셔주 밴버리에 유럽 지사를 세웠다.

## 역사

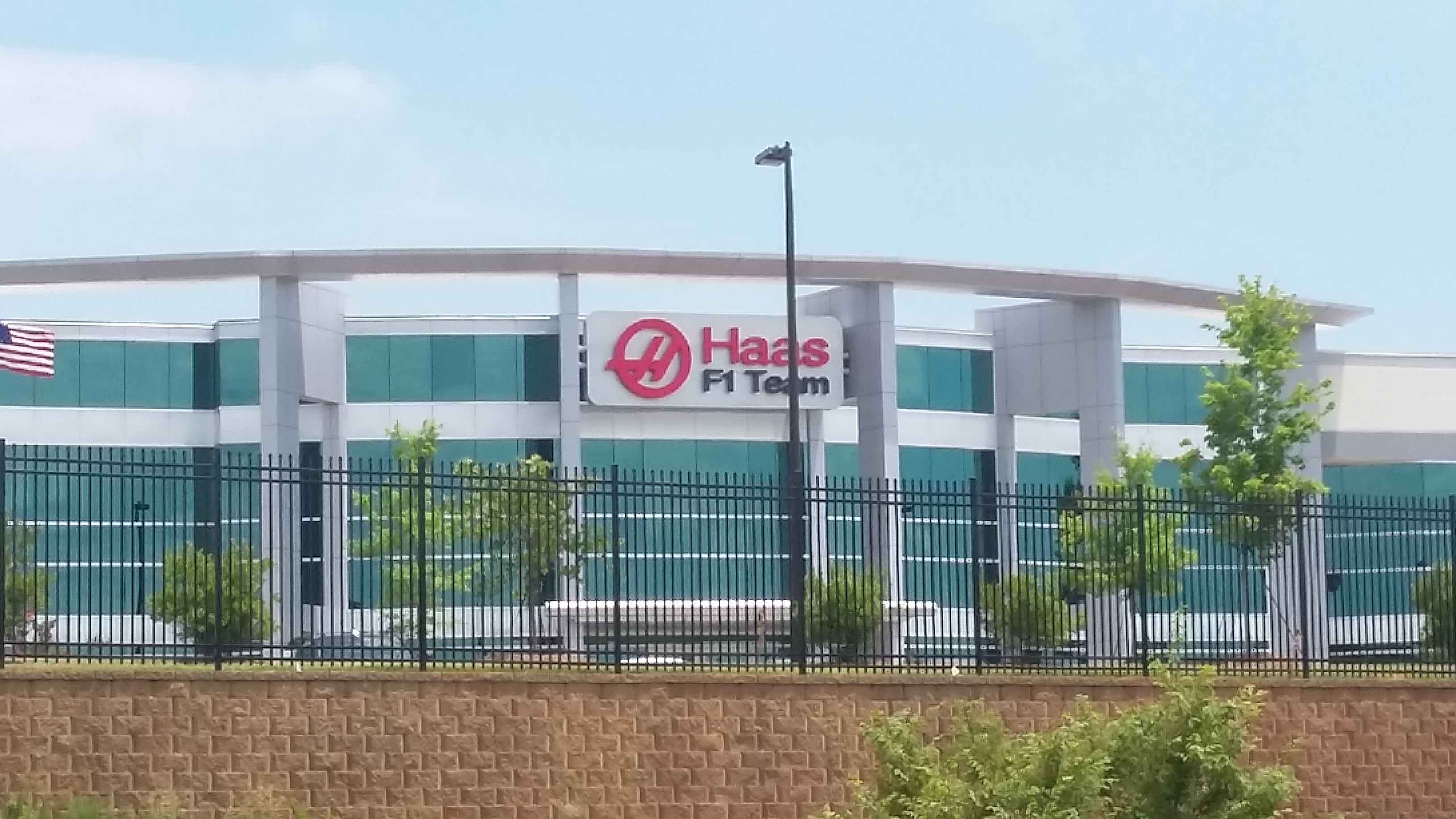
하스 팀의 미국 본부

미국인 사업가 진 하스가 2014년 4월 창설했다. 본부는 미국 노스캐롤라이나주의 커내폴리스에 있다. 미국의 신생팀이다. 자동차는 이탈리아 달라라의 섀시에 이탈리아 페라리 엔진을 사용한다. 2016년, 2017년, 2018년 포뮬러 원 시즌에 참가했다. 아직 우승한 적이 없다.
재규어팀과 레드불팀의 테크니컬 디렉터였던 귄터 슈타이너를 팀 감독(team principal)으로 임명했다.
보통 기존에 있던 F1팀을 인수해 기존의 장비와 시설들을 사용하는 것과 달리 하스는 미국에 팀 시설을 두고 완전히 처음부터 계획해 창단했다.
진 하스는 미국 NASCAR의 NASCAR 컵 시리즈 레이싱 팀을 소유하고 있다.
미국은 미국 F1 레이싱 팀 창단을 2010년에 시도했지만, 실패했다. 하스는 그 후에 창단에 성공한 최초의 미국 F1 팀이다.
1985년과 1986년에 하스 롤라라는 미국 팀이 포뮬러 원에 참가했었다. 당시 팀 소유주인 칼 하스(Carl Haas, 2016년 사망)와 지금의 진 하스(Gene Haas)와는 아무 친인척 관계는 아니라고 한다. 칼 하스도 NASCAR 레이싱 팀 소유주였다.
2014년 마루시아 F1 팀이 해산해 장비를 경매 처분했다. 하스가 영국 밴버리에 위치한 마루시아의 밴버리 본부를 구입해 전초기지로 사용중이다.
2021년 포뮬러 원 시즌부터 러시아의 비료회사인 우랄칼리의 후원을 받아 팀 명칭을 우랄칼리 하스 F1 팀으로 변경하였는데 우랄칼리의 모회사는 러시아 최대 화학회사인 우랄켐으로 회장은 디미트리 마제핀이며 그의 아들이 2021년 하스팀에 새로 영입된 니키타 마제핀이다.
2022년에 발생한 러시아의 우크라이나 침공 이후, 하스는 머신에 부착된 러시아 기업이자 하스의 후원사인 우랄칼리의 브랜드와 러시아 국기 색상을 제거했다. 3월 5일에는 우랄칼리와의 타이틀 스폰서 계약과 니키타 마제핀과의 드라이버 계약을 즉시 종료한다고 발표했으며, 2017년부터 2020년까지 하스의 드라이버였던 케빈 마그누센이 그의 대체자로 발표되었다.